# Ориолес (Палермо)
Ориолес је насеље у Италији у округу Палермо, региону Сицилија.
Према процени из 2011. у насељу је живело 284 становника. Насеље се налази на надморској висини од 120 м.